# 葡萄牙—聖多美和普林西比關係
葡萄牙-圣多美和普林西比关系是指葡萄牙与圣多美和普林西比两国目前和历史上的关系。

## 历史

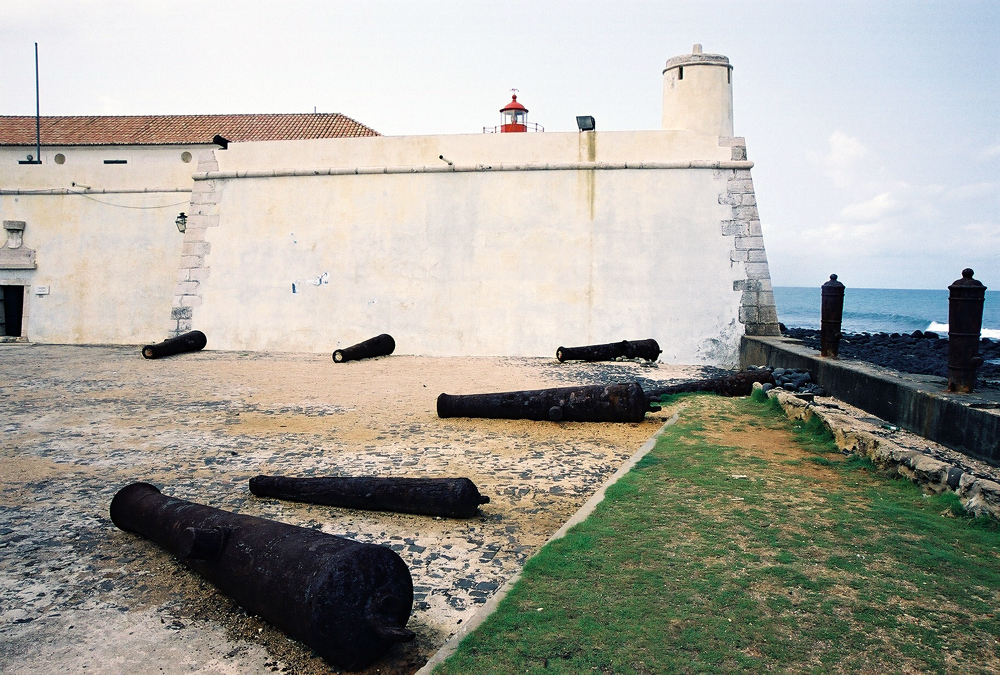
由葡萄牙人建造的聖多美碉堡

圣多美和普林西比从14世纪90年代一直是葡萄牙帝国的殖民地，直到1975年获得独立，在独立后，两国仍然维持着紧密的关系，葡萄牙语也成为圣多美和普林西比的官方语言，葡萄牙人信仰的罗马天主教也是圣普信仰人口最多的宗教。葡萄牙长期为圣普最大主要的贸易伙伴、援助来源国。葡萄牙卢斯埃达大学也在圣多美设立了分校。
2011年1月，葡萄牙外长阿马多对圣多美进行了为期两天的访问。达成了若干促进双边贸易的协定，包括消除双重征税。葡萄牙外交部称两国关系“非凡”。
2009年，圣多美和普林西比与葡萄牙签署了一项协议，将该国货币圣多美和普林西比多布拉与欧元挂钩，就像在引入欧元之前佛得角的情况一样。汇率固定在1欧元= 24500多布拉。

## 常驻外交使团
葡萄牙设有驻圣多美大使馆，并兼辖葡萄牙在加蓬的相关事务。圣多美和普林西比在里斯本也设有大使馆。

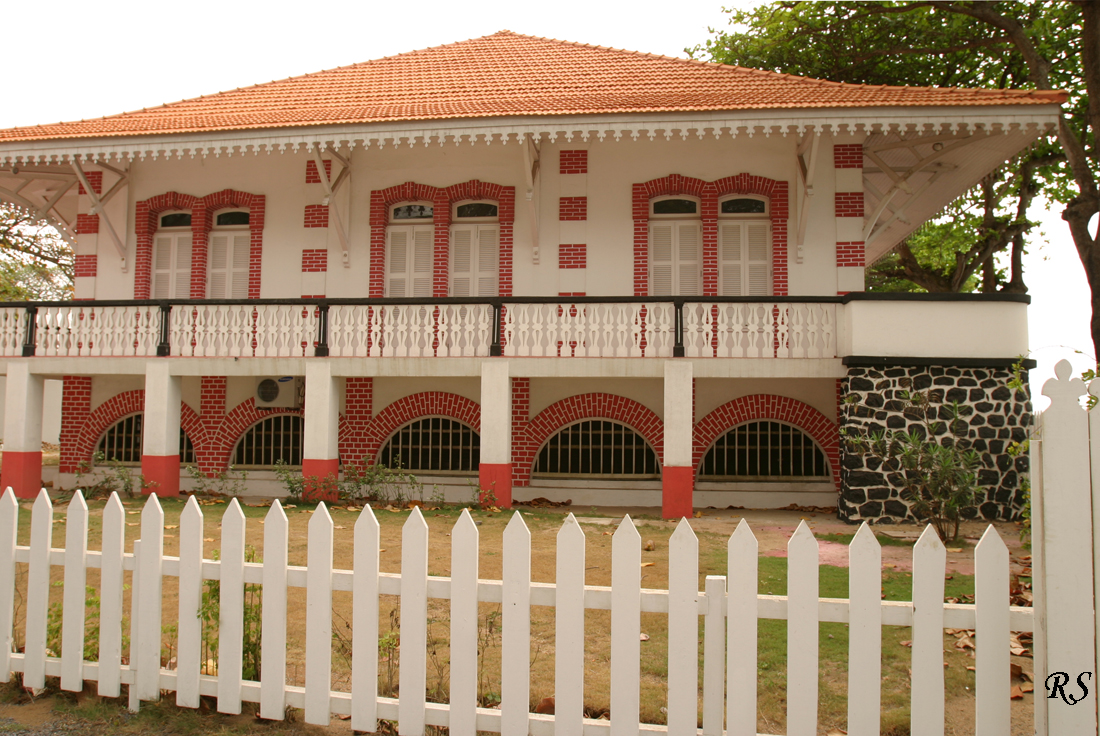
葡萄牙驻圣多美大使馆
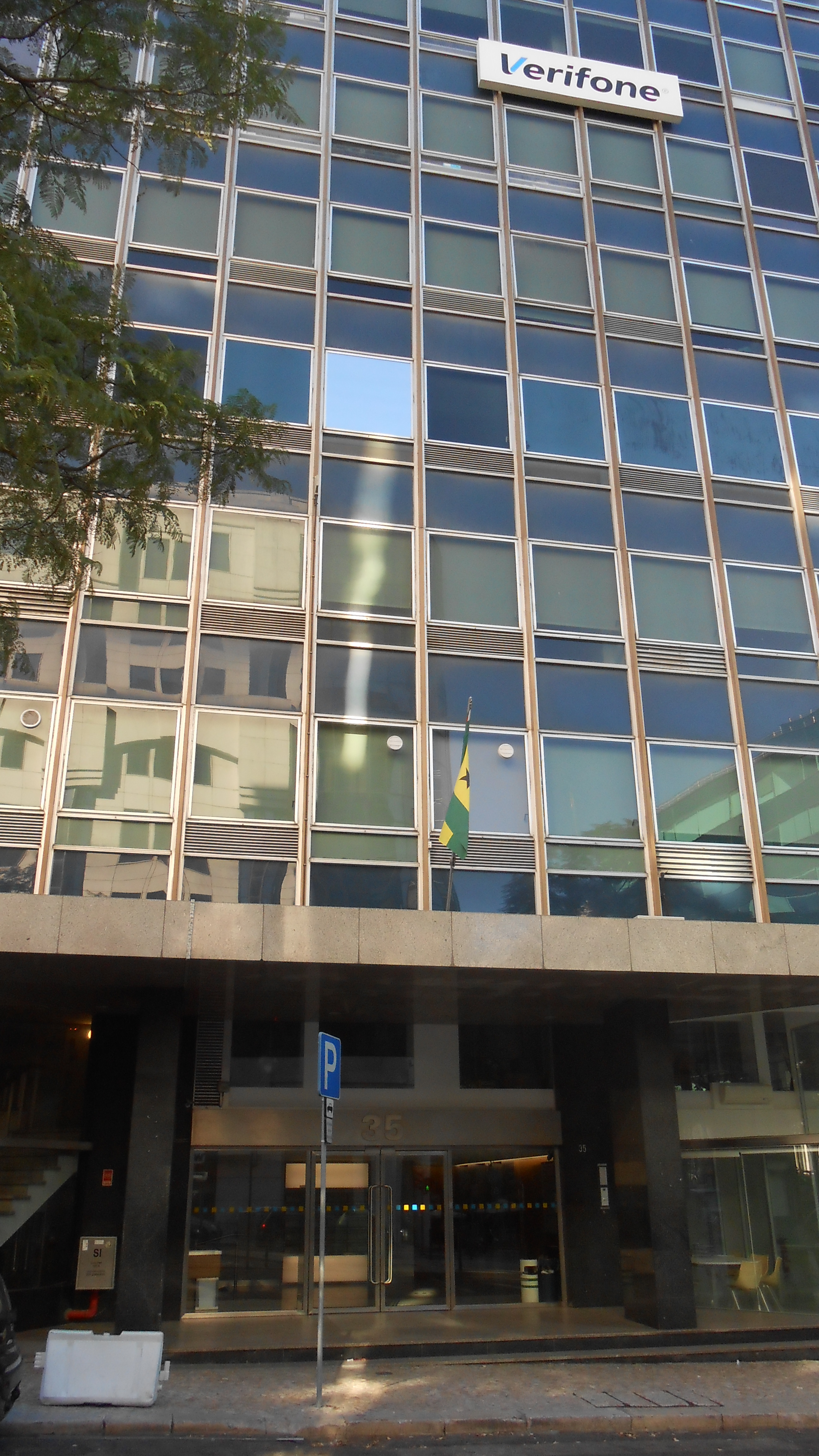
圣多美和普林西比驻里斯本大使馆

## 交通

### 航空
两国有直航航班：
| 聖多美和普林西比 | 葡萄牙（按照都會區人口排列） |
| ---------------- | ---------------------------- |
| 圣多美           | 里斯本（TAP葡萄牙航空）      |